# 닛신 (장갑순양함)
닛신(日進)은 러일 전쟁에서 활약한 일본 제국 해군의 가스가급 장갑순양함 2번함이다. 일등함 (장갑순양함)으로 분류되었다. 동급함으로는 가스가 (春日)가 있다.

## 개요
러일 전쟁 발발하기 직전에 일본 제국 해군이 아르헨티나 해군으로부터 매입한 주세페 가리발디급(Giuseppe Garibaldi class) 장갑순양함 2척 중 한 척이다. 이탈리아 안살도 사에서 기공된 후, 아르헨티나 해군 군적이 되었다. 당시의 이름은 ‘모레노’였다.가, 1903년에 가스가와 함께 일본 제국 해군이 구입했다. 러시아 발틱 함대도 이 함을 구입하려했지만, 일본의 동맹국이었던 영국의 중개를 통해 일본에 매각되었다.
처음에는 제3함대에 소속되어 있었다. 뤼순 봉쇄 중에 기뢰에 의해 전함 2척 (야시마, 하쓰세)을 잃은 후에는 전함과 동등한 사거리 전력이 있기 때문에 동급함 ‘가스가’와 함께 제1함대 제1전대에 편입되었다. 황해 해전과 쓰시마 해전의 주력으로 활약했다. 쓰시마 해전에서 사관학교 생도로 야마모토 이소로쿠(당시는 타카노 성)도 승함하고 있었다.
1906년 5월 10일 아이치현 아이치군의 가구야마(香久山), 하쿠야마(白山), 이와사키 (岩崎) 세 마을이 합병했을 때에는 닛신이 러일 전쟁에서의 활약과 공적을 닮고자 새 마을의 이름을 닛신 마을 (현 닛신시)이라고 지었다.

## 쓰시마 해전
쓰시마 해전에서 닛신은 제1전대의 전함을 맡아 한 때 일제히 뱃머리를 돌려 선두로 나섰다. 그 때문에 도고 헤이하치로가 탄 기함 ‘미카사 (三笠)’에 이어 많은 전상자를 냈다. 사관학교 생도로 승선한 야마모토 이소로쿠 (당시는 타카노 성)도 해전 중 포신 폭발(적탄에 의한 포문 내 폭발이라고는 말도 있음)로 중상을 입었다. 또한 제1전대 사령관이었던 미수 소타로도 실명을 당하는 등의 중상을 입었다.
아르헨티나 해군 대령이자 닛신의 건조 책임을 맡았던 마누엘 도멕크 가르시아(Manuel Domecq García)도 관전 무관으로 승함을 하고 있었으며, 그 기록을 《해전기》로 남겼다. 아르헨티나의 수도 부에노스아이레스에서 차로 1시간 정도의 아르헨티나 해군 박물관에는 러일 전쟁 관련 자료가 전시되어 있는데, 그중에 가르시아가 전쟁이 끝나고 아르헨티나에 귀국해서 저술한 《러일 전쟁 관전 무관의 기록》(전 5권 1400 페이지)이 있다. 전투 현장의 보고서 이외에도 당시 일본 해군의 전략과 더불어 당시의 일본 국민이 러시아 제국에 무슨 생각을 하고, 어떻게 전쟁을 도발하게 되었는 지를 기록하고 있다. 기밀 자료로 오랫동안 아르헨티나에서 나오지 못했지만, 해상자위대의 고미보쿠게 해상자위보(이후 해상자위 함대 사령관)이 1993년에 연습함대 사령관으로 원양 연습 항해의 부대를 이끌고 아르헨티나를 방문하는 동안 역사 자료관에 안내되었다. 그 때 일본의 함대 아르헨티나의 관전 무관이 있었다는 사실을 알게 된다. 그리고 아르헨티나 해군 관계자에 쓰시마 해전 관련 자료를 일본에 제공하고 싶다고 제의를 했고, 1998년에 일본어로 번역출판되었다. 그 후 쓰시마 해전 100주년에 해당하는 2005년에 그 증보판이 출간되었다.

## 이력
- 1902년 3월 29일 아르헨티나 해군이 발주. 장갑순양함 ‘모레노’로 이탈리아 안살도 사에서 기공.
- 1903년 2월 9일 진수식을 마치고, 12월 30일 일본 제국 해군이 구입
- 1904년 2월 2일 일등순양함으로 분류하고 닛신이라고 명명. 2월 7일 준공식을 마침.
  - 2월 16일 요코스카 항에 회항. 제3함대 제5전대에 소속.
  - 5월 30일 제1함대 제1전대 소속 제1전대 기함
  - 8월 10일 황해 해전에 참가.
- 1905년 5월 27일 쓰시마 해전에 참가.
  - 7월 4일 ~ 제3함대 제5전대에 소속되어 사할린 점령 작전에 참가
- 1906년 11월 22일 제1함대 기함
- 1912년 11월 18일 승무원 방화로 화약고가 폭발. 사망자 2명, 중경상자는 17명.
- 1914년 제1차 세계 대전에 의해, 북태평양, 보르네오, 싱가포르, 남태평양 경비.
- 1917년 4월 29일 제1특무함대 소속, 호주, 인도양에서 선단 호위.
- 1918년 11월 22일 제2특무함대에 소속 몰타 기지에서 지중해 함대를 호위 후 일본에 회항하는 독일 잠수함을 에스코트.
- 1921년 9월 1일 일등 해방함으로 분류 변경
- 1922년 4월 4일 시베리아 출병에 의해 연해주 방면 경비.
- 1931년 6월 1일 해방함으로 분류 변경
- 1935년 4월 1일 제적, 폐함 제6호
  - 10월 9일 구레로 회항하여, 가메가쿠비 발사실험장에서 야마토급 전함의 46cm 포탄 실험에 사용 중 바닥에 명중한 한방에 침수가 멈추지 않고, 전복 침몰.
  - 10월 12일 후카다 해양 산업에 의해 인양된 후 얕은 바다에 좌초 처리 후, 해체.

## 참고 문헌
- 호리모토미 《조선 사관의 회상 (상)》아사히 소노라마 문고 1994년 8월. ISBN 4-257-17284-3. 　부양 작업을 견학.
- 해군역사보존회 《일본 해군의 역사》 제9권, 10권, (第一法規出版 1995년)
- 《관보》
- 히스토리채널 《또 다른 쓰시마 해전 - 아르헨티나 관전 무관의 기록》 프로그램의 설명을 발췌했다.